# Хонштајн (Зехсише Швајц)
Хонштајн (њем. Hohnstein) град је у њемачкој савезној држави Саксонија. Једно је од 41 општинског средишта округа Зексише Швајц-Остерцгебирге. Према процјени из 2010. у граду је живјело 3.619 становника. Посједује регионалну шифру (AGS) 14628190.

## Географски и демографски подаци
Хонштајн се налази у савезној држави Саксонија у округу Зексише Швајц-Остерцгебирге. Град се налази на надморској висини од 330 метара. Површина општине износи 64,6 km². У самом граду је, према процјени из 2010. године, живјело 3.619 становника. Просјечна густина становништва износи 56 становника/km².

## Међународна сарадња
| Мјесто | Држава    | Врста сарадње | Од    |
| ------ | --------- | ------------- | ----- |
|        | Француска | пријатељство  | 1991. |
| Извор  |           |               |       |